# Lanz & Precht
Lanz & Precht ist ein deutschsprachiger, wöchentlich erscheinender Podcast mit dem Fernsehmoderator und Journalisten Markus Lanz und dem Philosophen und Publizisten Richard David Precht.

## Produktion und Profil
Produziert wird der Podcast von mhoch2 und Podstars by OMR; gehostet wird er bei Audiorella. Inhaltlich befasst sich das Angebot laut Beschreibung mit den „gesellschaftlich und politisch relevanten Themen unserer Zeit“.

## Geschichte
Die erste Folge des Podcasts erschien am 3. September 2021. Bis Juni 2025 wurden 197 Folgen veröffentlicht.
Lanz & Precht wurde im Jahr 2024 zum meistgehörten Podcast auf der Plattform Apple-Podcasts gekürt.

## Kritik
In einer am 13. Oktober 2023, kurz nach dem Terrorangriff der Hamas aus Israel, veröffentlichten Folge des Podcasts sagte Richard David Precht, dass ihre Religion es orthodoxen Juden verbiete, arbeiten zu gehen – „ein paar Sachen wie Diamanthandel und ein paar Finanzgeschäfte ausgenommen“. 
Infolgedessen gab es massive Kritik und Antisemitismusvorwürfe gegen den Podcast, unter anderem von der deutsch-israelischen Gesellschaft, der israelischen Botschaft in Deutschland und der Orthodoxen Rabbinerkonferenz Deutschland. Das ZDF leitete daraufhin eine Prüfung der Podcastfolge ein und entfernte die entsprechende Passage schließlich.
Aufgrund der Äußerungen Prechts wurden zudem von verschiedenen Personen mehrere Strafanzeigen gegen Precht, Lanz und andere Sendungsverantwortliche gestellt. Die Staatsanwaltschaft Mainz entschied sich jedoch gegen die Einleitung eines Ermittlungsverfahrens wegen Volksverhetzung, da sie einen hinreichenden Anfangsverdacht nicht gegeben sah. Precht habe lediglich „in Unkenntnis über den jüdischen Glauben“ gesprochen, er habe jedoch keine feindselige Gesinnung gegenüber Juden hervorrufen wollen.
Die Aussagen Prechts führten außerdem dazu, dass dieser seine Honorarprofessur an der Leuphana Universität Lüneburg aufgab, nachdem das Studierendenparlament der Universität ein Ende der Zusammenarbeit gefordert hatte.